# Antonio Roma
Antonio Roma (født 13. juli 1932 i Buenos Aires, Argentina, død 20. februar 2013 i Buenos Aires) var en argentinsk fodboldspiller, der som målmand på Argentinas landshold deltog ved to VM-slutrunder (1962 og 1966). I alt nåede han at spille 42 kampe for landsholdet.
Roma spillede på klubplan i hjemlandet hos Ferro Carril Oeste og Boca Juniors. Længst tid tilbragte han hos Boca, hvor han var tilknyttet i 12 sæsoner, og var med til at vinde fem argentinske mesterskaber.